# Taylor Russell

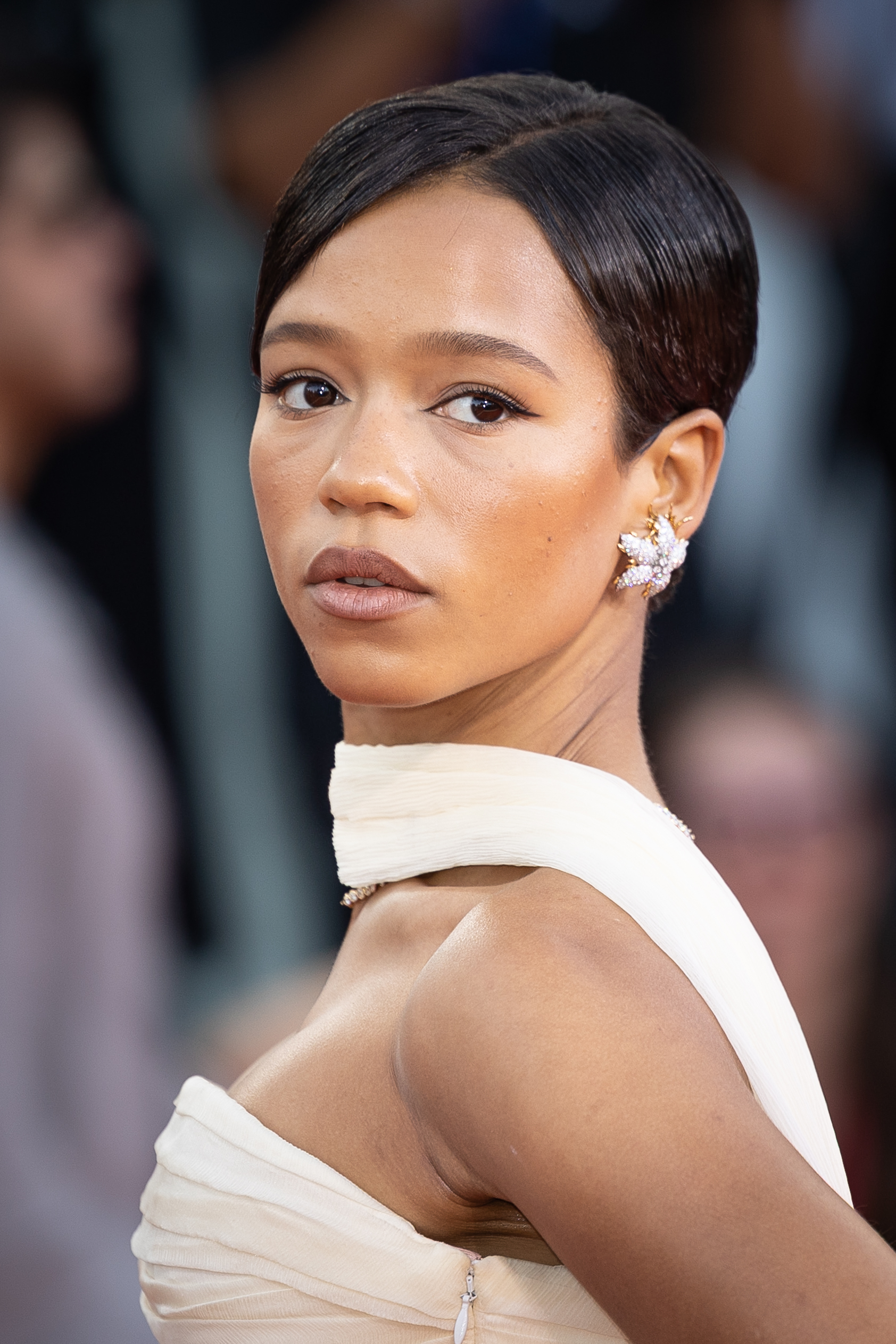
Taylor Russell (2024)

Taylor Russell McKenzie (* 18. Juli 1994 in Vancouver, British Columbia) ist eine kanadische Schauspielerin.

## Leben
Russell tritt seit 2012 als Schauspielerin in Film und Fernsehen in Erscheinung und war bisher an mehr als einem Dutzend Produktionen beteiligt. Einem breiteren Publikum bekannt wurde sie durch ihre Nebenrollen in den Fernsehserien Strange Empire und Falling Skies. Seit 2018 verkörpert sie Judy Robinson in der Netflix-Produktion Lost in Space – Verschollen zwischen fremden Welten, einem Remake der gleichnamigen Fernsehserie aus dem Jahr 1965.
2019 übernahm sie eine der Hauptrollen im Horrorfilm Escape Room, sowie im romantischen Filmdrama Waves. Letztgenanntes Werk brachte ihr einen Gotham Award als beste Nachwuchsdarstellerin ein. Drei Jahre später bildete sie mit Timothée Chalamet ein Leinwandpaar in Luca Guadagninos romantischem Horrorfilm Bones and All, der im September 2022 bei den Internationalen Filmfestspielen von Venedig seine Premiere feierte, wo Russell als beste Nachwuchsschauspielerin ausgezeichnet wurde.

## Filmografie (Auswahl)
- 2013: If I Had Wings
- 2013: Blink (Fernsehfilm)
- 2014: The Unauthorized Saved by the Bell Story (Fernsehfilm)
- 2014: Jack Parker – Nicht schwindelfrei (Pants on Fire, Fernsehfilm)
- 2015: Strange Empire (Fernsehserie, 2 Episoden)
- 2015: Falling Skies (Fernsehserie, 5 Episoden)
- 2015: Suspension
- 2017: Wenn du stirbst, zieht dein ganzes Leben an dir vorbei, sagen sie (Before I Fall)
- 2017: Sea Change (Fernsehfilm)
- 2018: Down a Dark Hall
- 2018: Hot Air
- 2018–2021: Lost in Space – Verschollen zwischen fremden Welten (Lost In Space, Fernsehserie)
- 2019: Escape Room
- 2019: Waves
- 2020: Words on Bathroom Walls
- 2021: Escape Room 2: No Way Out (Escape Room: Tournament of Champions)
- 2022: Bones and All
- 2023: Mother, Couch

## Auszeichnungen
Gotham Award
- 2022: Nominierung als Beste Darstellerin (Bones and All)[1]

Independent Spirit Award
- 2023: Nominierung als Beste Hauptdarstellerin (Bones and All)

Internationale Filmfestspiele von Venedig
- 2022: Auszeichnung als Beste Nachwuchsschauspielerin (Bones and All)